# Zhang Daqian
Zhang Daqian, (stavas även Chang Ta-ch’ien), född den 10 maj 1899, död den 2 april 1983, var en av 1900-talets mest berömda kinesiska konstnärer. Han målade ofta naturscener både i traditionell och modern stil.
Zhang Daqian föddes den 10 maj 1899 i Neijiang i provinsen Sichuan i Kina. När han var ung uppmuntrade familjen honom att måla. Hans äldre bror, Zhang Shanzi, var också konstnär.
Zhang reste 1919 till Shanghai. Där utbildade han sig i traditionellt kinesisk måleri. Hans lärare var två berömda kalligrafer och målare, Zeng Xi och Li Ruiqing. Snart blev Zhang skicklig nog att måla i stil med de då rådande i Ming- och Qingdynastierna. Han kunde imitera flera beundrade konstnärer vid denna tid, däribland Tang Yin, Chen Hongshou, och Shitao. En av hans kopior lurade även experter, vilka trodde att det var ett originalverk av Shitao.
Zhang levde efteråt i Beijing. På 1930-talet arbetade han med en annan uppskattad målare vid namnet Pu Xinyu. Zhang åkte 1940 iväg för att betrakta de berömda grottorna i Dunhuang i nordvästra Kina. Grottorna är kända för sina buddhistiska väggmålningar. Han gjorde många målningar baserade på grottmålningarna. Zhang fortsatte vidare i studiet av antika målningar från Tang- och Songdystantiepoken. Verken inspirerade hans egna målningar av lotusblommor.
Zhang lämnade Kina i tidigt 1950-tal. Han levde på många platser runtom i världen, bland annat i Argentina, Brasilien och USA. Under denna tid skapade han verk i färgstänk-stil som såg mer moderna ut än hans tidigare målningar i traditionell stil.
Zhang bosatte sig 1978 i Taipei i Taiwan. Han dog där den 2 april 1983. Hans hem bredvid Nationella palatsmuseet gjordes om till ett museum i hans ära.